# تاکاهیرو نیشی‌جیما
تاکاهیرو نیشی‌جیما (به ژاپنی: 西島 隆弘 Nishijima Takahiro)؛ زادهٔ ۳۰ سپتامبر ۱۹۸۶) خوانندگی، هنرپیشه اهل ژاپن است. وی از سال ۲۰۰۵ میلادی تاکنون مشغول فعالیت بوده‌است.